# Haró község
Haró község (románul: Comuna Hărău) község Hunyad megyében, Romániában. Központja Haró, beosztott falvai Berekszó, Bánpatak, Kéménd.

## Népessége
A 2011-es népszámlálás adatai alapján a község népessége 2231 fő volt.